# R-12 Dvina
O R-12 Dvina (em russo:  Р-12 «Двина»; em inglês:  Dvina) foi um míssil balístico de médio alcance desenvolvido e utilizada pela União Soviética durante a Guerra Fria. A sua designação GRAU era 8K63 (8K63U ou 8K63У em cirílico para a versão lançada de silos), a designação da OTAN do míssil era SS-4 Sandal. O míssil R-12 dava aos soviéticos a capacidade de lançar ataques com mísseis nucleares de médio alcance e era a principal arma no arsenal russo para ameaçar a Europa ocidental. Vários R-12 foram utilizados em Cuba durante a chamada crise dos mísseis de 1962.